# Katastrofa lotu Air France 4590
Katastrofa lotnicza Air France lot 4590 – wypadek lotniczy, który miał miejsce 25 lipca 2000 o godzinie 16:44:31 (koniec zapisu z czarnej skrzynki) na obrzeżach miasteczka Gonesse, pod Paryżem. Rozpędzający się na pasie startowym nr 26 lotniska Charles’a de Gaulle’a samolot Concorde najechał z dużą prędkością (ok. 300 km/h) kołem głównego podwozia na pasek metalu – element konstrukcyjny silnika, który odpadł ze startującego wcześniej samolotu McDonnell Douglas DC-10 linii lotniczych Continental Airlines.
Ogumienie w samolotach Concorde zużywało się znacznie szybciej i było dużo bardziej podatne na uszkodzenia niż w innych samolotach ze względu na wysoką prędkość startu (komplet opon wystarczał zaledwie na 25-30 cykli start/lądowanie).
Metalowy element z DC-10 spowodował rozerwanie opony lewego koła samolotu, a jej fragmenty, w tym duży ok. 4,5 kg odłamek, uderzyły w dolną część skrzydła, przyczyniając się prawdopodobnie do powstania fali uderzeniowej w zbiorniku paliwa znajdującym się w jego wnętrzu. Efektem tego było rozerwanie zbiornika nad wnęką podwozia. Na skutek zwarcia w uszkodzonej odłamkami ogumienia instalacji elektrycznej wewnątrz komory podwozia lub w wyniku zetknięcia z gorącymi elementami silnika, wyciekające paliwo zapaliło się. W tym czasie maszyna przekroczyła już prędkość decyzji tzw. V1, do której można jeszcze bezpiecznie przerwać start i wyhamować.
Rozprzestrzeniający się pożar wpływał negatywnie na pracę silników nr 1 i 2, powodując okresowe spadki ciągu. Powstała asymetria ciągu oraz lekko skręcona goleń podwozia (z powodu pękniętej opony) doprowadziły do zbaczania samolotu z osi pasa startowego, do tego stopnia, że istniała obawa jego zjechania na trawę obok pasa.
Jako dodatkowy powód wypadku rozważano brak tulei dystansowej w łożysku zawieszenia wózka podwozia. Powstałe luzy mogły spowodować lub przyczynić się do zaobserwowanego zboczenia ku lewej krawędzi pasa.
W związku z nieprawidłowym torem jazdy, pilot będący przy sterach był zmuszony poderwać maszynę do lotu tuż przed osiągnięciem wymaganej prędkości minimalnej do poderwania maszyny. Wobec problemów ograniczających ciąg obu lewostronnych silników, Concorde miał trudności z uzyskaniem odpowiedniej prędkości i wysokości lotu.
Po oderwaniu się od ziemi włączył się alarm sygnalizujący pożar w komorze silnika nr 2, w konsekwencji silnik ten został wyłączony proceduralnie. Nasiliło to deficyt ciągu obciążonej paliwem i pasażerami maszyny. Sąsiedni silnik nr 1 w tym czasie odzyskał ciąg zbliżony do nominalnego, jednak już po kilku sekundach wpadające do sprężarki gorące gazy lub paliwo zaburzyły pracę silnika i spowodowały ponowny, drastyczny spadek ciągu.
Gwałtowny pożar prowadził ponadto w kolejnych sekundach do uszkodzeń powierzchni sterowych skrzydła, co ograniczyło sterowność samolotu. W połączeniu z asymetrią ciągu i utrzymującą się poniżej wymaganego poziomu prędkością lotu doprowadziło to do utraty stateczności, a w konsekwencji do uderzenia o ziemię.
Dramat rozegrał się dokładnie w 2 minuty:
- 16.42:31 – kapitan Christian Marty wydaje rozkaz startu,
- 16.44:31 – koniec pracy rejestratora pokładowego, „czarnej skrzynki”.

Samolot spadł na hotel i restaurację „Les Relais Bleus” (48°59′08″N, 2°28′20″E) tuż przed miejscowością Gonesse. Wypadek pochłonął 113 ofiar: 100 pasażerów, 9 osób załogi oraz 4 osoby znajdujące się w hotelu (m.in. dwie Polki).
Ostatnie słowa kapitana pilota – dowódcy samolotu – Christiana Marty, 11 sekund przed wypadkiem, brzmiały: „Za późno. Nie ma czasu”.

## Poprzednie incydenty Concorde związane z oponami
- 13 czerwca 1979 Air France F-BVFC: opony numer 5 i 6 eksplodują podczas startu z Waszyngtonu Dulles Airport. Fragmenty wyrzucane z opony i obręczy uszkodziły silnik numer 2, przebiły trzy zbiorniki paliwa, odcięły kilka przewodów hydraulicznych oraz elektrycznych. Ponadto doszło do rozerwania i powstania dużego otworu w górnej części skrzydła, nad powierzchnią koła. Samolot bezpiecznie wrócił jednak na lotnisko. Był to najpoważniejszy incydent związany z oponami do 2000 roku.
- W listopadzie 1981 NTSB wydało zalecenie aby kontrolować stan, ciśnienie oraz temperaturę opon przed każdym startem, a także aby nie chować podwozia jeśli dojdzie do ich awarii ze względu na zagrożenie pożarowe.
- Pełna lista incydentów Concorde’a. Mimo częstych problemów z oponami oraz uszkodzeń samolotu nimi wywołanymi, zbiorniki paliwa zabezpieczono dopiero po wypadku w 2000 roku.

## Odszkodowania
- Rodziny ofiar otrzymały średnio po 1,18 mln euro odszkodowania.
- 6 grudnia 2010 zapadł wyrok uznający Continental Airlines winnym pozostawienia paska metalu na pasie startowym, linie miały na mocy tego wyroku zapłacić 1 mln euro odszkodowania dla Air France oraz 200 tys. euro grzywny.
- Sąd uznał także odpowiedzialność konstruktorów samolotu. Zarzucono im, że w latach 1979–2000 miało miejsce ponad 70 zdarzeń związanych z oponami, brak było odpowiedniej ochrony dla zbiorników paliwa. Koncern EADS miał zapłacić 30% odszkodowania rodzinom ofiar.
- Linie Continental odwołały się od tego wyroku, argumentując, że płomienie pojawiły się jeszcze przed najechaniem na pasek metalu.

## Inne okoliczności katastrofy
- Startujący Concorde był przeciążony o około tonę (z powodu zbyt ciężkiego bagażu w tyle samolotu).
- Tuż przed startem maszyny wiatr zmienił się z neutralnego na wiejący od tyłu, czyli niekorzystny.
- Podczas rozpędzania się na pasie startowym, na skutek problemów z kołem lub (trwają spory) z powodu asymetrii ciągu silników, samolot mocno zboczył z osi pasa startowego. Dla zrównoważenia tego skrętu, pilot wychylił ster kierunku, co spowodowało dodatkowe opory aerodynamiczne i zmniejszyło i tak już niską prędkość startową (prędkość oderwania od pasa startowego).
- Prędkość startowa (oderwania od pasa startowego) była mniejsza niż minimalna wymagana prędkość dla tego manewru (przyczyna: problemy z oponą i silnikami, zjeżdżanie z pasa startowego).
- Pas startowy w swej początkowej (ok. 1/3 długości) posiadał nawierzchnię złej jakości; został naprawiony wkrótce po wypadku, w trakcie trwania dochodzenia.
- Trzech świadków (pracownicy służb ratunkowych lotniska), znajdujących się najbliżej pasa startowego i obserwujących start Concorde’a, zgodnie zeznało, że płomienie pojawiły się znacznie wcześniej niż podaje oficjalny raport, w części pasa o nawierzchni złej jakości, ok. 1000 m bliżej niż znaleziony metalowy wspornik. Ślady na pasie startowym oraz umiejscowienie fragmentów opony również sugerują, że problem pojawił się w tej części pasa.

## Obywatelstwo ofiar
| Kraj              | Ofiary w samolocie | Ofiary na ziemi | Razem |
| ----------------- | ------------------ | --------------- | ----- |
| Niemcy            | 96                 | –               | 96    |
| Francja           | 9                  | –               | 9     |
| Dania             | 2                  | –               | 2     |
| Polska            | –                  | 2               | 2     |
| Algieria          | –                  | 1               | 1     |
| Austria           | 1                  | –               | 1     |
| Mauritius         | –                  | 1               | 1     |
| Stany Zjednoczone | 1                  | –               | 1     |
| Razem             | 109                | 4               | 113   |